# Insula Anglesey
Anglesey (galeză Ynys Môn) este o insulă și una dintre cele 22 zone de consiliu ale Țării Galilor. Insula este separată de Marea Britanie de un canal de 23 km lungime și între 3 km și 200 m lărgime. Două poduri conectează insula de restul Țării Galilor. 

## Orașe
- Amlwch
- Beaumaris(6.000 loc)
- Holyhead(26.000 loc)
- Llangefni(17.000 loc)
- Menai Bridge
- Trearddur

1. ↑   http://statistics.data.gov.uk/doc/statistical-geography/W06000001 Lipsește sau este vid: |title= (ajutor)